# 香山公園 (北京市)

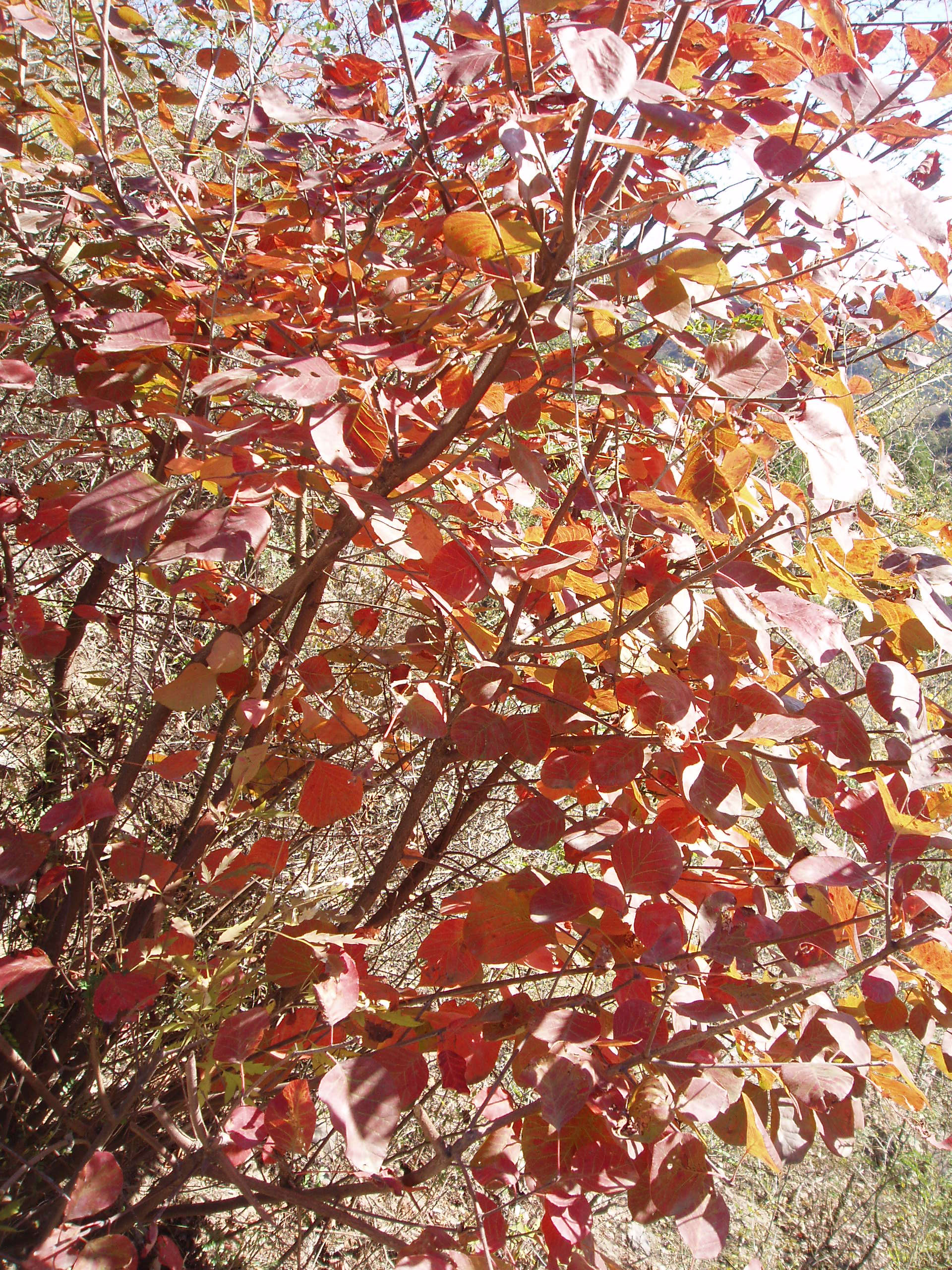
香山の紅葉

香山公園（こうざんこうえん、中国語: 香山公园、満洲語：ᡥᡳᠶᠠᠩ
ᡧᠠᠨ
ᠠᠯᡳᠨ (hiyang šan alin)、英語: Fragrant Hills）は中国北京市海淀区売買街40番地にある公園で、かつては静宜園（せいぎえん）と呼ばれた清王朝の帝室庭園であった。毎年秋には紅葉を眺めに何十万人もの観光客が香山を訪れる。

## 歴史
香山公園は北京市の香山の東麓に位置し、188ヘクタールの面積を有している。公園の名前は主峰である「香炉峰」（標高527メートル、別名「鬼見愁」）にちなんで名付けられている。
今日の香山永安寺（通称「香山寺」）は唐および遼・金の時代にに作られた。金の大定二十六年（世宗は寺院を再建し、「大永安寺」と名付け、寺の隣に宮殿を建てた。章宗の治世中、この場所は「西山八大水院」のひとつであった。その後、寺は何回か修復された。
元・明の時代なると、皇帝は香山に宮殿を建て、毎年夏には涼を楽しみ、秋には狩りをするようになった。清王朝の康熙十六年（1677年）、香山寺の近くで香山宮殿の建設が始まり、雍正十三年（1735年）には、香山宮殿は拡張された。乾隆帝は乾隆十年（1745年）に、香山に大規模な庭園（未来の「静宜園」）を建設し、二十八風景が完成した。乾隆十二年（1747年）に、香山宮殿は乾隆帝によって「静宜園」に改名された。西北京にある「三山五園」の中で、静宜園は1つの山（香山）と1つの庭園（静宜園）を占める。この公園は、燕京八景（中国語：燕京八景）の1つである「西山青雪」の場所でもあった。
咸豊十年（1860年）に、静宜園はイギリス・フランス連合軍によって略奪され、焼かれた。光緒二十六年（1900年）に、静宜園は八カ国連合軍によって略奪され、破壊された。 1913年の秋、ジャーナリスト・教育者の英華はカトリックの若者を募集して、「輔仁社」をこの公園内に設立した。これはカトリック・輔仁大學の前身である。1917年、直隸省で洪水が発生し、熊希齢は静宜園に「香山慈幼院」を設立した。中華民国の時代、静宜園には多くの個人別荘が建てられた。1949年3月25日、中国共産党中央委員会は香山に移り、同年末には退去して北京に移った。1956年、静宜園は市民に開放され香山公園となった。1979年、園内の碧雲寺（碧云寺）は再建され、香山公園の一部として一般に公開された。
香山公園の森林面積率は96％に達し、そのうち5,800本以上の原生樹木があり、北京の原生樹木の総数の4分の1を占めている。香山公園は、北京でマイナスイオン濃度が最も高い地域の1つである。1986年、香山紅葉は「新北京十六景」の1つに選ばれた。香山紅葉には、主に8つの族に14の種が含まれ、合計140,000本の樹木と、約1,400ムーの植栽面積がある。その中には、植栽面積が1,200ムーの10万本以上のハグマノキがあり、これが香山紅葉の主な種である。1993年以来、香山公園は毎年「首都文明単位」として評価されていて、2001年に、香山公園は中国国家観光局によって全国AAAAレベルの観光名所（国家4A级旅游景区）として評価されている。2002年には、「北京優良公園」の最初のリストに入った。2004年、ISO 9001国際品質管理システムとISO 14001国際環境管理システム認証に合格した。
香山公園にある中国共産党中央委員会の事務所は「香山革命記念地」（記念館と革命現場を含む）に変えられ、2019年9月12日には中国共産党中央委員会総書記、国家主席、中央軍事委員会主席の習近平が香山革命記念地を訪れて、翌日9月13日からは香山革命記念地が一般公開された。

## 交通
2023年5月現在、香山公園の交通は以下の通りである。

### 地下鉄（ライトレール）
- ライトレール西郊線

### 路線バス

#### 香山経由
- 318系統（香泉ロータリー～城通街）
- 360系統（香泉ロータリー～西直門バスターミナル）
- 360系統-快速（香泉ロータリー～動物園バスターミナル）
- 505系統（香泉ロータリー～定慧橋南）
- 563系統（香山公園東門～西直門バスターミナル）
- 563系統-区間車（香山公園東門～西苑）
- 698系統（香泉ロータリー～公主墳）
- 932系統（史各荘バスターミナル～城子）

#### 香山公園東門経由
- 563系統（香山公園東門～西直門バスターミナル）
- 563系統-区間車（香山公園東門～西苑）

## 参照項目
- 香山 (北京市) (香山)
- 北京植物園 (北京植物园)
- 関門山 (本渓市)